# Martin Thaulow
Martin Thaulow (født 1978) er en dansk kunstfotograf. Han er uddannet tegner og kunstmaler og efteruddannet på Filmskolen.
Martin har blandt andet taget en række billeder af flygtninge fra blandt andet Iran, Irak og Syrien og har stået bag flere fotoudstillinger